# Klaus Zeh
Pour les articles homonymes, voir Zeh.
Klaus Zeh, né le 16 novembre 1952 à Leipzig, est un homme politique allemand membre de l'Union chrétienne-démocrate d'Allemagne (CDU).
Il est le premier ministre des Finances du Land de Thuringe à la suite de son rétablissement en 1990, et occupe ce poste pour une durée de quatre ans. Il revient au gouvernement en 2003 comme ministre des Affaires sociales, puis devient ministre des Affaires fédérales et chef de la chancellerie d'État cinq ans plus tard. Il est vice-président du groupe CDU au Landtag de Thuringe depuis 2009.

## Biographie
Il obtient son Abitur en 1971, et entreprend d'étudier les technologies de l'information à l'université technique de Dresde, dont il ressort diplômé en 1975. Il donne ensuite des cours au sein du combinat Robotron, installé dans la ville de Leipzig, jusqu'en 1978, puis effectue des études complémentaires de pédagogie pendant un an.
En 1979, il obtient un poste d'ingénieur spécialisé dans les circuits intégrés chez Funkwerk, à Erfurt. Au bout de trois ans, il devient analyste à microelektronik erfurt jusqu'en 1990, année où il obtient un doctorat d'ingénierie de son université.

## Vie politique

### Comme membre de la CDU
Il adhère au parti Renouveau démocratique (DA) en 1990 et en prend la présidence en Thuringe. Quand DA fusionne avec l'Union chrétienne-démocrate d'Allemagne (CDU), il obtient un poste de vice-président régional, et le conserve jusqu'en 1992. Depuis, il siège au comité directeur régional.
En 1996, il est nommé trésorier de la CDU de Thuringe pour quatre ans, puis devient coordinateur régional du parti entre 2001 et 2003. Par ailleurs, il préside la CDU dans l'arrondissement de Nordhausen depuis 1993.

### Au sein des institutions
En 1990, il est élu député au Landtag de Thuringe, puis nommé ministre régional des Finances dans le premier gouvernement qui suit le rétablissement du Land, le 8 novembre. Le 30 novembre 1994, il est contraint de quitter ses fonctions.
Klaus Zeh fait son retour au gouvernement comme ministre des Affaires sociales, de la Famille et de la Santé après l'élection de Dieter Althaus comme Ministre-président, le 5 juin 2003. Cinq ans plus tard, le 8 mai 2008, ce dernier le nomme ministre des Affaires fédérales et européennes et chef de la chancellerie d'État.
Aux élections régionales d'août 2009, la CDU perd sa majorité absolue au Landtag, Althaus décide de se retirer et les ministres sont chargés des affaires courantes à partir du 29 septembre. Zeh est désigné vice-président du groupe CDU au Landtag, et quitte son poste ministériel après la formation d'une grande coalition qui conduit à l'élection de Christine Lieberknecht au poste de Ministre-présidente.